# كمال صلاح الدين
كمال صلاح الدين مخرج وممثل ومنتج ومؤلف مصري  من مواليد 12 أبريل 1937  كانت بدايته الفنية عام 1961 في فيلم «لماذا أعيش» للمخرج إبراهيم عمارة حيث قام بدور صغير على الرغم من كونه منتج الفيلم. كانت حصيلة عمله السينمائي في فترة 25 سنة من 1961 إلى 1986 عدد 28 عملاً.
توفي في 11 يونيو 1986 عن عمر يناهز 49 سنة.

## قائمة أعماله
التمثيل: «لماذا أعيش» 1961 - «يوم الحساب» 1962 - «الحقيبة السوداء» 1962.
الإنتاج: «لماذا أعيش» 1961 - «يوم الحساب» 1962 - «حارة السقايين» 1966 - «ذئاب على الطريق» 1972 - «بنت غير كل البنات» 1978 - «الرحمة يا ناس» 1981.
التأليف: «غازية من سنباط» 1967 - «بنت غير كل البنات» 1978 - «غريب ولد عجيب» 1983 - «جدعان باب الشعرية» 1983 - «رجب الوحش» 1985 - «حارة الحبايب» 1989.
الإخراج: «عدوية» 1968 - «ورد وشوك» 1970 - «ذئاب على الطريق» 1972 - «آنسات وسيدات» 1974 - «الهاربان» 1976 - «بنت غير كل البنات» 1978 - «الشباك» 1978 - «الرحمة يا ناس» 1981 - «غريب ولد عجيب» 1983 - «جدعان باب الشعرية» 1983 - «رجب الوحش» 1985 - «كدابين الزفة» 1986 - «دورية نص الليل» 1986.

## وصلات خارجية
- كمال صلاح الدين على موقع IMDb (الإنجليزية)
- كمال صلاح الدين على موقع الدهليز
- كمال صلاح الدين على موقع قاعدة بيانات الأفلام العربية
- كمال صلاح الدين على موقع دهليز
- كمال صلاح الدين على موقع كاروهات